# Carme Capdevila i Palau
Carme Capdevila i Palau (la Floresta, les Garrigues, 6 de juliol de 1954) és una biòloga i política catalana que va ser consellera d'Acció Social i Ciutadania de la Generalitat de Catalunya del 2006 al 2010 durant el mandat de José Montilla.

## Biografia
Llicenciada en Biologia per la Universitat de Barcelona, està habilitada com a educadora social pel Col·legi d'Educadores i Educadors Socials de Catalunya i té un postgrau en mediació de conflictes per la Universitat Ramon Llull. Ha estat també professora d'ensenyament secundari i gerent del Centre d'Educació Ambiental Les Guilleries de Sant Hilari Sacalm.
Carme Capdevila té una llarga experiència professional en el camp de la protecció a la infància. Així, ha estat directora d'un centre d'acolliment de menors i directora d'un Centre Residencial d'Acció Educativa (CRAE), a més de ser la responsable de l'àrea de recursos de la Direcció General d'Atenció a menors de Girona.
Militant d'Esquerra Republicana de Catalunya des del 1996, en va ser vicesecretària general d'Acció Política (2004-2006). A les eleccions al Parlament de Catalunya del 2003 va ser escollida diputada per la circumscripció de Girona. En aquesta legislatura va ser presidenta de la Comissió de Política Social de la cambra catalana i membre de les comissions parlamentàries per als Drets de les Dones, sobre Immigració i del Síndic de Greuges. Reescollida a les eleccions del 2006, va renunciar a l'escó en ser nomenada consellera d'Acció Social i Ciutadania, responsabilitat que va desenvolupar fins al 2010. A les eleccions al Parlament de Catalunya del 2010 va ser la cap de llista d'ERC a la circumscripció de Girona i en va sortir escollida diputada.
Ha estat regidora durant vuit anys de l'Ajuntament de Sant Hilari Sacalm i consellera comarcal de la Selva durant dos anys.